# Alas (álbum)
Alas es el disco debut de la banda homónima formada por Gustavo Moretto en teclados, Carlos Riganti en batería y Alex Zucker en bajo y guitarra, editado en 1976. 
Contiene solo dos extensos temas, uno por cada cara del disco, y cada uno dividido en varios movimientos. El primero, "Buenos Aires solo es piedra", presenta una marcada influencia del tango y puede ser considerado uno de los primeros trabajos de "tango rock", fusión que tuvo su origen a principios de los '70; mientras que el segundo, "La muerte contó el dinero", tiene un sonido más orientado hacia el folklore, contando incluso con instrumentos propios del género.

## Lista de temas
Todos los temas pertenecen a Gustavo Moretto
1) Buenos Aires solo es piedra (15:46) 
- A) Tango
- B) Sueño
- C) Recuerdo
- D) Trompetango
- E) Tanguito
- F) Soldó

2) La muerte contó el dinero (17:54) 
- A) Vidala
- B) Smog
- C) Galope
- D) Mal-ambo
- E) Vidala again
- F) Amanecer/Tormenta
- G) Final

Bonus tracks reedición en CD, temas del simple de 1975 
3) Aire (Surgente) (4:35) 
4) Rincón, Mi Viejo Rincón (3:39)

## Músicos
- Gustavo Moretto: piano Steinway, piano Fender Rhodes, sintetizadores (ARP 2600, ARP String Ensemble, Moog), flauta dulce, trompeta Coon, órgano Hammond, violín y voces
- Alex Zucker: Bajo (Fender Jazz Bass, Rickenbacker Stereo) y guitarras (Gibson Les Paul, Fender Stratocaster)
- Carlos Riganti: Batería Ludwig (Platos Zildjian, Paiste Fórmula 602), Bombo Leguero, Gong Uflip, Maracas, Castañuelas, Campanas Tubulares, Silbatos de Pájaros, Triángulos y Pito Catalán

## Créditos Adicionales
- Producción: Daniel Grinbank
- Técnicos de Grabación: José Soler, Carlos García, "Charly" López
- Técnico de Corte: Martín Grahl
- Diseño de Tapa: Departamento de Arte EMI - Odeon
- Ilustración Interiór: Carlos Jones
- Producción Artística: Luis D´artagnan Sarmiento

Grabado en estudios EMI - Odeon entre los meses de junio, julio y agosto de 1976